# Chrustowo (powiat pilski)
Chrustowo (pol. hist. Chrostowo) – wieś w Polsce położona w województwie wielkopolskim, w powiecie pilskim, w gminie Ujście.

## Położenie
Wieś znajduje się ok. 2 km od drogi krajowej nr 11 przy starym trakcie poznańskim.

## Demografia
Według danych z 2011 roku w Chrustowie liczba ludności wynosiła 260 osób. 

## Historia
Wieś historycznie należała do Wielkopolski. Ma metrykę średniowieczną i jest notowana od XV wieku. Po raz pierwszy wymieniona została w łacińskojęzycznym dokumencie z 1403 pod nazwą Chrostowo, 1430 Chrostow, 1475 Chrosthkowo.
Miejscowość była wsią królewską leżącą w starostwie ujskim. W 1430 leżała w powiecie poznaańskim Korony Królestwa Polskiego, a w 1508 należała do parafii Ujście.
W 1403 biskup poznański Wojciech nadał kapitule katedry poznańskiej 40 grzywien rocznie z dziesięcin ze wsi leżących koło Rogoźna, Czarnkowa i Ujścia, w tym m.in. z Chrostowa. W 1406 nadanie to zatwierdził papież Grzegorz XII. Według odpisu dokumentu dokonanego w XVII wieku datowanego na 1430 król polski Władysław Jagiełło zezwolił kasztelanowi poznańskiemu Marcinowi ze Sławska wykupić za 500 grzywien od Piotra Korzboka miasto Ujście wraz z okolicznymi wsiami, w tym m.in. z Chrustowem. W 1475 wieś odnotowano jako zalegającą z zapłatą wiardunku królewskiego. W 1510 we wsi odnotowano 12 łanów, w tym 7 łanów osiadłych, 5 łanów opustoszałych oraz 2 sołectwa. Wszystkie te grunty uprawiane były w ramach folwarku przez pana Hieronima Mosińskiego z Bnina. W 1510 wieś nic nie płacił plebanowi w Ujściu z łanów kmiecych uprawianych przez pana Mosińskiego, a tylko z folwarku, co uznawano za kwoty niewystarczające. 
W latach 1564–1565 miejscowość leżała w starostwie ujskim w Korony Królestwa Polskiego. Gospodarowało w niej 6 zagrodników, którzy płacili czynsz po 12 groszy i pracowali dla dworu. We wsi mieszkał także rzeźnik, który był wolny od wspomnianych robót ale płacił jednego florena i 18 groszy podatku. Odnotowano także ogród oraz folwark, na którym uprawiane było żyto, jęczmień, owies, groch, proso oraz tatarkę, których zbiory wraz z sianem wyniosło wartość 128 florenów i 28 groszy. W 1565 w folwarku Chrostowo odnotowano następujące zabudowania: dom z wielką izbą białą, komorą i sienią, obora z 2 szopami, chlewem i owczarnią oraz stodoła. W 1580 wieś znajdowała się w posiadaniu wojewody poznańskiego Stanisława Górki, który zapłacił pobór od 5 zagrodników.
Po rozbiorach Polski miejscowość wraz z całą Wielkopolską znalazła się w zaborze pruskim. W dawnych latach znajdowały się tutaj karczmy i zajazdy. Według starych mieszkańców wsi postawiono tutaj browar wcześniej niż w Ujściu. W okresie międzywojennym folwark Chrustowo należał do francuskiej dziedziczki z Nietuszkowa. Jednak po II wojnie światowej straciła ona swoją posiadłość na rzecz komunistów.
Na początku XX w. wieś składała się z 26 domów i 355 mieszkańców. W 1921 r. mieszkało w niej tylko 21 Polaków, jednak już w latach 30. XX wieku sprowadzono wielu osadników z Małopolski. W tym okresie we wsi funkcjonowała karczma, mleczarnia, cegielnia, browar oraz port rzeczny.
Po II wojnie światowej wysiedlono wszystkich Niemców i sprowadzono Polaków z Wileńszczyzny i Ukrainy oraz okolicznych miejscowości. W 1947 r. powstała Ochotnicza Straż Pożarna; w 1953 r. - na krótko - spółdzielnia rolnicza.
W latach 1975–1998 miejscowość należała administracyjnie do województwa pilskiego.

## Gospodarka i infrastruktura
We wsi znajduje się duża liczba gospodarstw (od 12 do 60 ha) zajmujących się rolnictwem, uprawą aronii, hodowlą bydła i trzody chlewnej oraz np. pieczarek. Rolnicza Spółdzielnia Produkcyjna zajmuje się produkcją roślinną, hodowlą rasowego bydła i trzody chlewnej.
Wieś jest oświetlona i wyposażona w sieć wodociągową. Znajdują się w niej również przedwojenne studnie. Funkcjonuje tu sklep spożywczo-przemysłowy oraz kuźnia.

## Położenie
Do drogi krajowej z centrum wsi jest 2 km, do Ujścia krętą szosą 4,5 km. Starym traktem do Ujścia odległość wynosi tylko 3 km, a drogami polnymi 10 km do Kaczor i 2,5 km do Nietuszkowa.